# Callinectes sapidus
El cangrejo azul (Callinectes sapidus), también conocido como jaiba azul o jaiba, es una especie de crustáceo decápodo de la familia Portunidae nativa de la costa del océano Atlántico occidental y del golfo de México.
Este cangrejo tiene una importancia culinaria y económica en los Estados Unidos, particularmente en Luisiana, Carolina del Norte, Carolina del Sur, la bahía de Chesapeake, Delaware y Nueva Jersey. Es el crustáceo estatal de Maryland y la pesquería comercial más grande del estado. Debido a la sobrepesca y las presiones ambientales, algunas de las pesquerías han experimentado una disminución de los rendimientos, especialmente en la pesquería de la bahía de Chesapeake. Además, fue introducido en algunos países, convirtiéndose en una especie invasora.

## Alimentación
Los cangrejos azules (Callinectes sapidus) son carroñeros y omnívoros, lo que significa que comen casi cualquier cosa que encuentren en su entorno. Su dieta incluye moluscos (como almejas, mejillones y ostras), crustáceos, peces muertos, restos vegetales, gusanos y carroña.

## Reproducción
La reproducción del cangrejo azul involucra varias etapas, desde el apareamiento hasta el desove y la liberación de larvas. El apareamiento ocurre cuando la hembra está lista para mudar y el macho, llamado "sok", la sostiene con sus muelas y patas ambulatorias. Tras la fecundación, la hembra lleva los huevos bajo su abdomen, y una vez eclosionados, las larvas, llamadas zoeas, se liberan al mar.

## Distribución

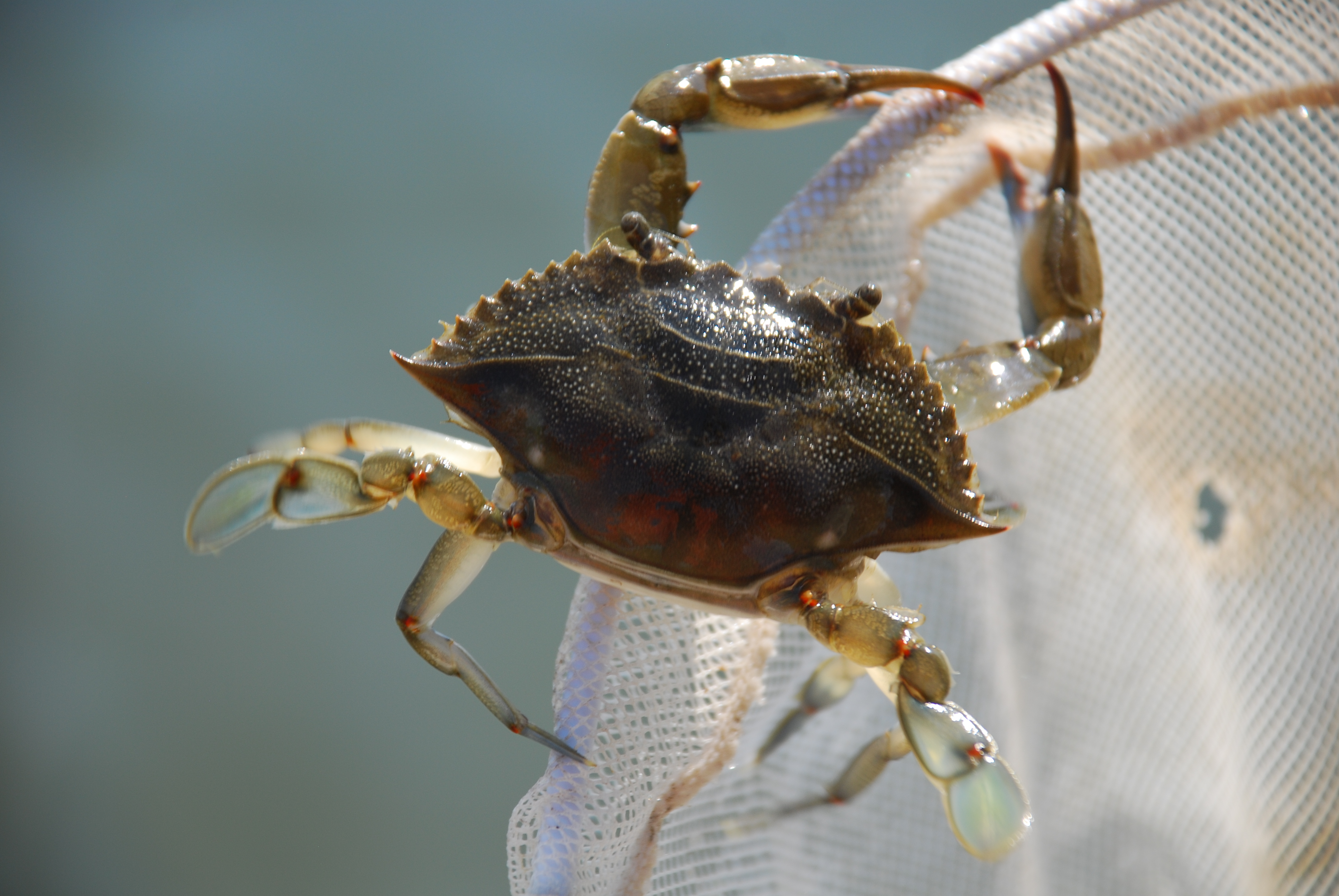
Cangrejo azul escapando de una red de pesca en Core Banks, Carolina del Norte.

El cangrejo azul es una especie nativa de la costa occidental del Océano Atlántico, desde Nueva Escocia hasta Argentina, y alrededor de toda la costa del Golfo de México. También se ha introducido en aguas japonesas y europeas, y se ha observado en los mares Báltico, del Norte, Mediterráneo y Negro, y la costa oriental del Océano Atlántico. El primer registro de su presencia en las aguas europeas se llevó a cabo en 1901 en Rochefort, Francia. En algunas partes de su área de distribución introducido, C. sapidus se ha convertido en el objetivo de pesca de cangrejos, incluso en Grecia, donde la población local puede estar disminuyendo como consecuencia de la sobrepesca.

## Hábitat

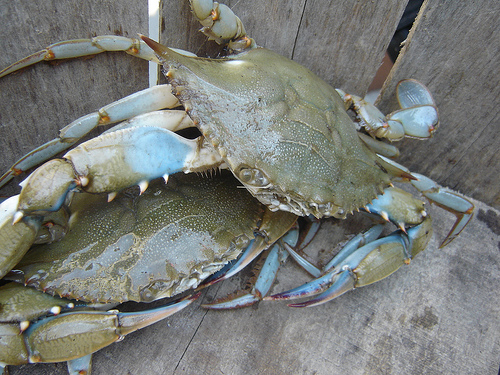
Cangrejo azul.

Habitan en costas tropicales y templadas, en aguas de bahías, lagunas costeras, esteros y desembocaduras de los ríos, a una temperatura entre los 18 y los 23 °C, y en las playas a profundidades de entre 40 cm y 2 m. Pueden vivir entre 3 y 8 años.
También pueden habitar en costas con agua fría a temperatura inferior a los 18 °C y con oleaje moderado. Viven entre rocas y algas flotantes y rara vez salen fuera del agua.
También viven en el delta del Ebro.
Cómo vive:
La jaiba es originaria de las costas atlánticas americanas, desde Nueva Escocia (Canadá) al litoral norte de Argentina, y alrededor de todo el golfo de México, lugares donde se explota comercialmente. Habita sobre fondos de fango y arena de aguas litorales, lagunas costeras y ambientes estuáricos, desde la línea de marea hasta los 90 metros de profundidad (menos común), aunque prefiere profundidades menores a 10 metros. Se trata de una especie omnívora. Se alimenta de una amplia variedad de organismos marinos como bivalvos (como Dosinia sp, o Cerastoderma glaucum), crustáceos (incluyendo lo de su misma especie y otras presentes en la laguna), gusanos poliquetos, pequeños peces (incluye al caballito de mar), y carroña. También algas y detritus. Recientemente se ha estudiado que los bivalvos son un recurso alimenticio crucial para los cangrejos azules que proporcionan un punto clave en el control de la distribución y abundancia de cangrejo.
En el Mar Menor es muy abundante durante todo el año y busca protección enterrándose en los fondos blandos (fangosos y fango-arcilloso) o entre los densos prados de Caulerpa prolifera. Esta especie soportan una amplia variación de las condiciones ambientales, desde agua dulce, hasta lagunas hipersalinas, amplitudes de temperatura que van desde 3 °C hasta 35 °C.

## Descripción
El caparazón de Callinectes sapidus puede crecer hasta un ancho de 23 cm. Se puede distinguir de otras especies relacionadas que habitan en la misma área por el número de dientes frontales en su caparazón; C. sapidus tiene cuatro, mientras que C. ornatus tiene seis.
Los machos y las hembras de C. sapidus se pueden distinguir por el dimorfismo sexual en la forma del abdomen (conocido como el «delantal»): es largo y delgado (estrecho) en los machos, pero ancho y redondeado en las hembras maduras. Los cambios del abdomen de las hembras se ven a medida que estas maduran: en las hembras inmaduras, el abdomen tiene forma triangular, mientras que en las maduras es redondo.
La tonalidad azul se deriva de una serie de pigmentos en el caparazón, incluyendo la alfa-crustacianina, que interactúa con un pigmento rojo, la astaxantina, para formar una coloración azul verdosa. Cuando se cocina el cangrejo, la alfa-crustacianina se destruye, dejando sólo la astaxantina, que cambia su color a un rojo anaranjado o un rosa fuerte.
Cómo es:
Callinectes sapidus presenta un caparazón el doble de ancho que de largo de casi 24 cm de longitud y con 2 dientes frontales, anchos y triangulares. Los quelípedos o pinzas son largas y poderosos, y presentan 3 espinas gruesas en el margen anterior. Los machos y las hembras de C. sapidus se pueden distinguir por el dimorfismo sexual en la forma del abdomen, los machos en forma de “T” invertida. Además, las hembras también se diferencian porque presentan un color anaranjado más intenso y extendido en las patas y articulaciones En realidad, el caparazón de esta especie es de color pardo-verdoso moteado, y no azul, y las hembras adultas lucen destellos rojizos en las puntas de las pinzas. Las patas (pleópodos), y las pinzas tienen un color gris-azulado violáceo, y es esta característica la que le ha dado el nombre común de cangrejo azul. Las patas ambulatorias y nadadoras son anaranjadas
La tonalidad azul se deriva de una serie de pigmentos en el caparazón, incluyendo la alfa-crustacianina, que interactúa con un pigmento rojo, la astaxantina, para formar una coloración azul verdosa. Cuando se cocina el cangrejo, la alfa-crustacianina se destruye, dejando sólo la astaxantina, que cambia su color a un rojo anaranjado.

## Ecología

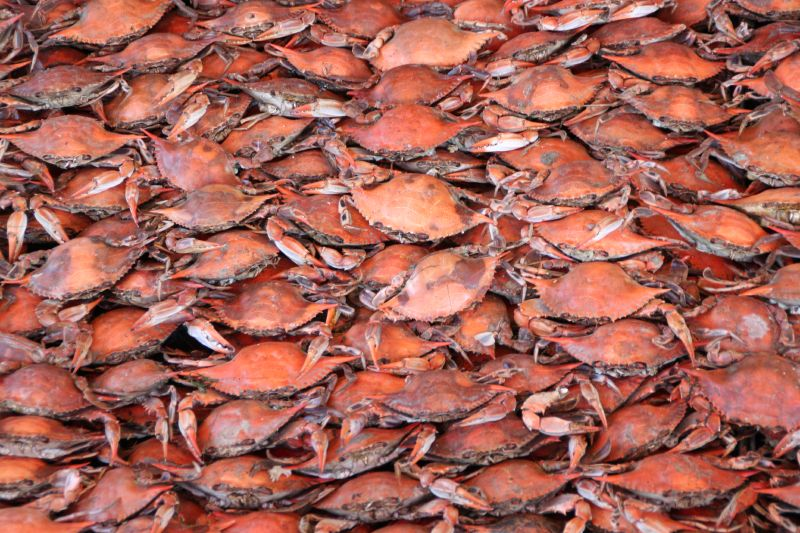
Cangrejos azules cocinados, ya rojos, en venta en una marisquería de

Los depredadores naturales de C. sapidus incluyen anguilas, rayas, truchas, algunos tiburones rastreros, rayas nariz de vaca y los seres humanos. La jaiba azul es omnívora, ya que come plantas y animales. Normalmente consume bivalvos de concha fina, anélidos, pequeños peces, plantas, y casi cualquier otro elemento que pueda encontrar, incluyendo carroña, otros individuos de C. sapidus y residuos animales. Es capaz de controlar las poblaciones de cangrejo verde invasoras, Carcinus maenas. Los números de las dos especies se correlacionan negativamente, y C. maenas no se encuentra en la bahía de Chesapeake, donde C. sapidus es más frecuente.
El cangrejo azul es propenso a una serie de enfermedades y parásitos. Se incluyen una serie de virus, bacterias, microsporidios, ciliados y otros. Carcinonemertes carcinophila comúnmente parásita a C. sapidus, especialmente a las hembras y los cangrejos viejos, aunque no tiene gran peligrosidad en la salud del cangrejo. El hiperparásito Urosporidium crescens también suele parasitar a este cangrejo. Los parásitos más dañinos son Ameson michaelis, Paramoeba perniciosa y Hematodinium perezi, que le provocan la «enfermedad del cangrejo amargo».
Las jaibas azules son apreciadas en la culinaria costera de casi todos los países de costa por su carne y por su relativa abundancia y fácil captura.

## Deportes
El cangrejo azul es el epónimo del equipo Jersey Shore BlueClaws de béisbol de ligas menores que juega en la South Atlantic League. Están ubicados en Lakewood y son afiliados de alto nivel A de los Philadelphia Phillies.
Los cangrejos azules también son el epónimo de los Southern Maryland Blue Crabs, un equipo de béisbol profesional ubicado en Waldorf.
Los cangrejos azules también forman el emblema del equipo de fútbol tampiqueño, jaiba brava.